# Ancil Elcock
Ancil Elcock (ur. 17 marca 1969 w Port-of-Spain) – piłkarz pochodzący z Trynidadu i Tobago. Były zawodnik amerykańskiego Columbus Crew.

## Kariera klubowa
Elcock jest wychowankiem St. Augustine FC. Następnie przez 11 lat grał w Malta Carib Alcons, z którego przeniósł się do amerykańskiego Columbus Crew. Tam został podstawowym zawodnikiem zespołu. Odznaczono go tytułem odkrycia roku w Major League Soccer. Po czteroletnim pobycie w USA wrócił do rodzinnego kraju, gdzie reprezentował barwy San Juan Jabloteh, North East Stars i Tobago United.

## Kariera reprezentacyjna
Ancil Elcock występował w kadrze w latach 1994–2004. W reprezentacji rozegrał 69 meczów, nie strzelając żadnego gola.

## Prywatnie
Jest kuzynem innego trynidadzko-tobagijskiego piłkarza, Sterna Johna.